# Рудани
Рудани (хорв. Rudani) — населений пункт у Хорватії, в Істрійській жупанії у складі громади Жминь.

## Населення
Населення за даними перепису 2011 року становило 108 осіб.
Динаміка чисельності населення поселення:

## Клімат
Середня річна температура становить 12,44 °C, середня максимальна – 26,41 °C, а середня мінімальна – -1,77 °C. Середня річна кількість опадів – 1017 мм.
| Клімат поселення                              | Клімат поселення | Клімат поселення | Клімат поселення | Клімат поселення | Клімат поселення | Клімат поселення | Клімат поселення | Клімат поселення | Клімат поселення | Клімат поселення | Клімат поселення | Клімат поселення | Клімат поселення |
| Показник                                      | Січ.             | Лют.             | Бер.             | Квіт.            | Трав.            | Черв.            | Лип.             | Серп.            | Вер.             | Жовт.            | Лист.            | Груд.            |                  |
| Середній максимум, °C                         | 9,42             | 10,03            | 12,71            | 16,44            | 21,46            | 25,60            | 26,41            | 25,85            | 21,05            | 16,58            | 11,62            | 8,89             |                  |
| Середня температура, °C                       | 3,82             | 4,44             | 7,10             | 10,85            | 15,87            | 20,00            | 22,53            | 21,98            | 17,19            | 12,72            | 7,78             | 5,03             |                  |
| Середній мінімум, °C                          | −1,77            | −1,17            | 1,50             | 5,24             | 10,26            | 14,39            | 18,68            | 18,14            | 13,32            | 8,86             | 3,93             | 1,17             |                  |
| Норма опадів, мм                              | 77               | 64               | 73               | 82               | 71               | 82               | 60               | 85               | 91               | 113              | 124              | 95               |                  |
| Середньомісячна швидкість вітру, м/с          | 2.60             | 2.86             | 2.96             | 2.88             | 2.58             | 2.48             | 2.42             | 2.41             | 2.49             | 2.73             | 2.90             | 2.84             |                  |
| Середньомісячна сонячна радіація, кДж/м²·день | 4551             | 7455             | 10741            | 15148            | 19375            | 21080            | 21884            | 19033            | 14104            | 9142             | 4966             | 3875             |                  |
| --------------------------------------------- | ---------------- | ---------------- | ---------------- | ---------------- | ---------------- | ---------------- | ---------------- | ---------------- | ---------------- | ---------------- | ---------------- | ---------------- | ---------------- |
| Джерело:                                      |                  |                  |                  |                  |                  |                  |                  |                  |                  |                  |                  |                  |                  |